# Alla Bilezka
Alla Bilezka (ukrainisch Алла Білецька, wiss. Transliteration Alla Bilecʹka; * 19. Mai 2003) ist eine ukrainische Radsportlerin, die die Kurzzeitdisziplinen auf der Bahn bestreitet.

## Sportlicher Werdegang
2020 errang Alla Bilezka bei den Junioren-Europameisterschaften zwei Medaillen. Im Jahr darauf gewann sie bei den Junioren-Europameisterschaften Silber im Keirin sowie bei den Junioren-Weltmeisterschaften Silber im Sprint und Bronze im Keirin. Nach dem russischen Überfall auf die Ukraine im Februar 2022 beschlossen Alla Bilezka und ihr Team, nach Litauen zu ziehen. Im Herbst 2023 zog sie in die Schweiz, um im World Cycling Center des Weltradsportverbandes UCI unter Craig MacLean zu trainieren, während ihre Familie weiterhin in der besetzten Ostukraine lebt. Sie studiert online Sportwissenschaft am ukrainischen Polytechnischen Institut in Charkiw.
Bei den U23-Europameisterschaften wurde Bilezka Dritte im Keirin, und im selben Jahr wurde sie ukrainische Meisterin im Keirin und mit Olena Starykowa und Oleksandra Lohwynjuk im Teamsprint. Im Oktober 2023 wurde sie zur Teilnahme an der UCI Track Champions League nominiert.

## Erfolge
2020
- Junioren-Europameisterschaft – 500-Meter-Zeitfahren
- Junioren-Europameisterschaft – Keirin

2021
- Junioren-Weltmeisterschaft – Sprint
- Junioren-Weltmeisterschaft – Keirin
- Junioren-Europameisterschaft – Keirin

2023
- U23-Europameisterschaft – Keirin
- – Keirin, Teamsprint (mit Olena Starykowa und Oleksandra Lohwynjuk)

2024
- U23-Europameisterschaften – Sprint, Keirin

2025
- Ukrainische Meisterin – Sprint, Keirin